# Venus Express
Venus Express fue la primera misión de la Agencia Espacial Europea (ESA) al planeta Venus. Fue lanzada en noviembre de 2005, y finalizó en diciembre de 2014. Los objetivos científicos de Venus Express fueron estudiar la atmósfera, el medio de plasma y la superficie de Venus en detalle, así como las interacciones superficie-atmósfera.
La sonda Venus Express fue controlada desde la base ESOC de la Agencia Espacial Europea (ESA), en Darmstadt (Alemania), y las comunicaciones con ella se realizaron a través de la Estación de Seguimiento de Satélites de Espacio Profundo de Cebreros, Ávila (España). La Estación de Nueva Norcia (Australia), por su parte, proporcionó soporte al experimento VeRa (Venus Radio Science).

## Desarrollo del proyecto
La misión fue planificada y aprobada en un tiempo récord, habiendo sido propuesta en el año 2001 haciendo uso de la tecnología desarrollada para la misión europea Mars Express. Venus Express reutiliza también parte de la instrumentación de la misión Rosetta y comparte una parte importante de sus equipos científicos de control de tierra y análisis científico. No obstante, fueron necesarios varios cambios, sobre todo relacionados con el control térmico (al estar mucho más cerca Venus del Sol que Marte, la sonda necesita una mayor protección contra el calor), las comunicaciones y la producción eléctrica (al igual que sucede con el control térmico, la mayor cercanía al Sol hace que la producción de energía por parte de los paneles solares sea superior, lo que permite un menor tamaño de éstos).

## Desarrollo de la misión
La sonda fue transportada a bordo de un Antonov An-124 desde Toulouse (Francia) a Baikonur (Kazajistán), llegando el 7 de agosto de 2005. Venus Express fue lanzada desde el Cosmódromo de Baikonur el 9 de noviembre de 2005 por un cohete Soyuz-FG/Fregat. Aunque el lanzamiento inicial estaba previsto el 26 de octubre, tuvo que ser pospuesto por problemas de posible contaminación en el montaje de la cápsula Fregat. El viaje hasta Venus duró 153 días y, tras cinco días más de maniobras, se colocó en su órbita operacional.

### 2006
El 11 de abril de 2006 comenzaron las maniobras de inserción orbital, que finalizaron a mediados de mayo, alcanzando la sonda su órbita operacional definitiva. Ya las primeras observaciones preliminares mostraron detalles inesperados en la estructura de las nubes polares, mostrando un aparente doble vórtice polar. La órbita en la que se situó la sonda es una elipse alargada con una distancia máxima de 66.000 km y una distancia mínima al planeta de 250 km, con su pericentro localizado sobre el Polo Norte y su apocentro sobre el Polo Sur.
El 14 de diciembre de 2006 concluyó el primer mapa de temperaturas del hemisferio sur.

### 2007
Aunque inicialmente estaba previsto que la misión durara unos 500 días terrestres, finalmente, en febrero de 2007, se decidió extender la duración de la misión hasta inicios de 2009.
En junio de 2007, aprovechando el segundo sobrevuelo de la sonda Messenger al planeta Venus, durante el que se aproximó al mismo hasta una distancia de 338 km, la ESA y la NASA programaron y coordinaron varias observaciones conjuntas de la atmósfera de Venus.
Los primeros resultados científicos fueron publicados en un número especial de la revista Nature el 29 de noviembre de 2007 e incluían relevantes datos sobre el pasado de la atmósfera de Venus, más rica en agua, el descubrimiento de un vórtice dipolar en la región polar sur y la presencia de relámpagos eléctricos en las nubes de ácido sulfúrico del planeta.

### 2008
Otros resultados posteriores incluyen el hallazgo en mayo de 2008, por parte de los instrumentos VIRTIS de la sonda, del grupo hidroxilo (OH) en la atmósfera de Venus, datos que fueron publicados en el número de mayo de la revista Astronomy and Astrophysics. En septiembre de ese mismo año se hicieron públicos los datos recogidos hasta la fecha al objeto de permitir el acceso de la comunidad científica a los mismos.

### 2009 y siguientes
El 4 de febrero de 2009 la ESA decidió extender el periodo de operaciones hasta el 31 de diciembre de 2009. En julio del mismo año, se concluyó un segundo mapa del hemisferio sur de Venus, esta vez trazado en longitudes de onda infrarrojas. Finalmente, el 7 de octubre de 2009, la ESA decidió prolongar oficialmente la misión hasta el 31 de diciembre de 2012.
En noviembre de 2010 la ESA informó que contemplaba la posibilidad de extender de nuevo la misión Venus Express, hasta el 31 de diciembre de 2014, estando esta prolongación sujeta al examen del estado de la sonda en 2012.
El 25 de agosto de 2011 se informó de la existencia de una delgada capa de ozono en la atmósfera superior de Venus. El 1 de octubre de 2012 se informó de la existencia de una capa fría de hielo seco en capas altas de la atmósfera de Venus. En junio de 2013 se anunció, a partir de los datos proporcionados por la sonda, que los vientos de Venus eran más rápidos de lo pensado hasta entonces, alcanzando los 400 km/h.

### Final de la misión
Tras ser su vida útil prevista extendida hasta diciembre de 2014, el 28 de noviembre de 2014, se perdió el contacto con la sonda, consiguiendo restablecerse el mismo de forma intermitente el 3 de diciembre, careciendo por entonces ya la nave de propelente para realizar maniobras de control. El 16 de diciembre de 2014, la ESA anunció que la misión Venus Express se daba por concluida. El 18 de enero de 2015 se recibió la última señal por el control en la Tierra desde la sonda. Uno de los responsables del proyecto, Patrick Martin, afirmó que la nave empezaría a entrar en la atmósfera de Venus para principios de enero de 2015, siendo probablemente destruida durante el proceso, hacia finales de enero o principios de febrero.

## Diseño
La nave espacial Venus Express se basa en el bus del satélite Mars Express, con un peso en el despegue de 1.240 kg, que incluye 93 kg de carga útil y 570 kg de combustible. El bus principal es una caja rectangular con dimensiones de 1,65 x 1,7 x 1,4 metros. La estructura del núcleo dentro de la caja se compone de un anillo de aluminio adaptador al vehículo de lanzamiento, de 90 cm de diámetro y 20 cm de alto, dos vigas de aluminio incrustado en el anillo, abrazaderas de aluminio, dos pisos para mantener los depósitos de carburante, un piso superior y tres shearwalls para proporcionar rigidez a la estructura. La propulsión es proporcionada por un sistema bipropelente que comprende un motor principal de 415-N montado en la planta baja y ocho propulsores 10-N situados en las cuatro esquinas inferiores de la sonda. Dos tanques de carburante de 267 litros, uno con tetróxido de nitrógeno y otro con mono-hidracina methyll, se encuentran montados en el centro de la estructura del núcleo. Un tanque de 35,5 litros contiene helio para su uso en el mantenimiento de la presión interna. Cuenta con dos rastreadores de estrellas, dos sensores solares, y dos unidades de medición inercial integradas de giroscopios y acelerómetros.
En la órbita de Venus dos paneles solares simétricos giratorios de 1.056 células solares con una superficie total de 11,4 metros cuadrados entrelazados con tiras de aluminio para minimizar el calentamiento suministran una potencia de 1100 W a 28 voltios DC. Cada panel tiene una masa de 20,7 kg. La energía solar se almacena en tres baterías de litio de 24-Ah. Las comunicaciones son redundantes a través de transpondedores de banda dual, que contienen dos ejemplares de transmisión/recepción cadenas, cada una con un transmisor de banda X (8.419 MHz) y receptor (7.166 MHz) y un transmisor de banda S (2.296 MHz) y receptor (2.100 MHz). El sistema utiliza una antena de banda de ganancia de 1,3 metros y dos antenas de banda de baja ganancia omnidireccional. También utiliza dos amplificadores de 65-W, una unidad de distribución de frecuencias de radio, y una unidad de interfaz de guía de onda. Las tasas de bajada de hasta 262.000 kpps son posibles. El control térmico pasivo se logra mediante el uso de radiadores, múltiples capas de aislante Kapton, tubos de calor, cubiertas solares y revestimientos anodizado sulfúrico.
Los datos se almacenan en una unidad de memoria de 12 gigabits. Los instrumentos científicos se basan en los instrumentos de las misiones Mars Express y Rosetta. Ellos son: la Cámara de Monitoreo de Venus, un reproductor de imágenes de gran angular; ASPERA, un combinado energético imágenes átomo neutro, de iones, y el espectrómetro de electrones y magnetómetros, PFS, un espectrómetro de infrarrojos de Fourier; SPICAV / SOIR, un espectrómetro UV / IR; VIRTIS, UV, visible, espectrómetro de imágenes de infrarrojos; MAG, una suite de dos magnetómetros, y Vera, un experimento de ciencia de radio.

## Instrumentos
Los principales instrumentos científicos llevados por la misión Venus Express son:
- ASPERA-4: "Analyzer of Space Plasmas and Energetic Atoms", adaptado de ASPERA-3 en la sonda Mars Express y adaptado al ambiente más hostil de Venus.

- MAG: Magnetómetro diseñado para explorar el campo magnético de Venus. MAG es un instrumento desarrollado a partir del instrumento ROMAP en la misión Rosetta.

- PFS: "Planetary Fourier Spectrometer", un espectrómetro de gran resolución espectral diseñado para operar en el infrarrojo entre 0,9µ y 45µ. Este instrumento no ha funcionado correctamente desde el lanzamiento de la sonda y parte de sus objetivos científicos son objeto de investigación ahora por el instrumento VIRTIS. PFS debía realizar sondeos verticales de la atmósfera de Venus. El diseño estaba adaptado de un instrumento anterior a bordo de la misión Mars Express.

- SPICAV: Acrónimo de "Spectroscopy for Investigation of Characteristics of the Atmosphere of Venus". Se trata de un espectrómetro visual adaptado del instrumento SPICAM de la misión Mars Express. Cuenta además con un canal adicional llamado SOIR (Solar Occultation at Infrared) para observar las ocultaciones del Sol a través de la atmósfera de Venus obteniendo información de ambos cuerpos.

- VeRa: "Venus Radio Science" es un instrumento que permite observar las ocultaciones de señales de radio a través de la atmósfera o reflejadas desde la superficie. La señal es captada desde estaciones de radio en la Tierra proporcionando datos de la ionosfera, la atmósfera y la superficie del planeta. Este instrumento está adaptado de un instrumento equivalente a bordo de la misión Rosetta.

- VIRTIS: "Visible and Infrared Thermal Imaging Spectrometer" es un espectrómetro de imágenes capaz de obtener imágenes multiespectrales en el infrarrojo y el visible.

- VMC: "Venus Monitoring Camera", una cámara CCD con varios filtros que permite observar el planeta en diferentes rangos espectrales.